# Antrocephalus murakamii
Antrocephalus murakamii är en stekelart som beskrevs av Akinobu Habu 1960. Antrocephalus murakamii ingår i släktet Antrocephalus och familjen bredlårsteklar. Inga underarter finns listade i Catalogue of Life.